# Maverick Records
«Maverick Records Company» — американская звукозаписывающая компания, приобретённая Warner Music Group.

## История
Maverick Records была запущена Мадонной в партнёрстве с Time Warner в апреле 1992 года как подразделение развлекательной компании Maverick. Соучредителем Мадонны стал её менеджер Фредди ДеМанн.
В марте 2004 года компания Maverick подала иск против Warner Music и её бывшей материнской компании Time Warner Inc., обвинив компанию в нарушении контракта, занижении прибылей Maverick и плохом руководстве дочерним лейблом, что обошлось Мадонне и её партнёрам в миллионы долларов убытков.
14 июня 2004 года спор был разрешён, когда были куплены акции Maverick, принадлежащие Мадонне и Ронни Дашеву.

## Список действующих артистов
- Bottomline
- City sleeps
- Cleopatra
- Deftones
- Evaline
- Monsta X
- Family Force 5
- The Finalist
- Me' Shell NdegeOcello
- Michelle Branch
- Mozella
- Oakenfold
- On the Record
- The Prodigy
- Team Sleep
- Tyler Hilton
- The Wreckers

## Предыдущие артисты лейбла
- Аланис Мориссетт (1995—2010)
- Amanda
- Alisha's Attic
- Bad Brains
- Candlebox
- Clear Static
- Cleopatra
- Dalvin DeGrate
- The Deuce Project
- Erasure
- Jack's Mannequin
- Story of the Year (2002—2007)
- John Stevens
- Jude
- Justincase
- Lillix
- Love Spit Love
- Madonna (1992—2004)
- Mest
- Muse
- Neurotic Outsiders
- No Authority
- Onesidezero
- The Rentals
- Showoff
- Stutterfly
- Tantric
- Unloco